# Birgitte Reimer
Birgitte Reimer, född 8 februari 1926 i Nykøbing Falster, död 19 april 2021 i Saint-Paul-de-Vence, Frankrike, var en dansk skådespelerska.

## Rollista i urval
- 1947 – Soldaten och Jenny
- 1947 – Tag vad du vill ha
- 1951 – Som sendt fra himlen
- 1953 – Kärlekskarusell
- 1953 – Vi som går køkkenvejen
- 1954 – En lektion i kärlek
- 1957 – Sommarnöje sökes
- 1959 – Vi är tokiga allihop
- 1964 – Når enden er go'